# Pomona (sítio arqueológico maia)

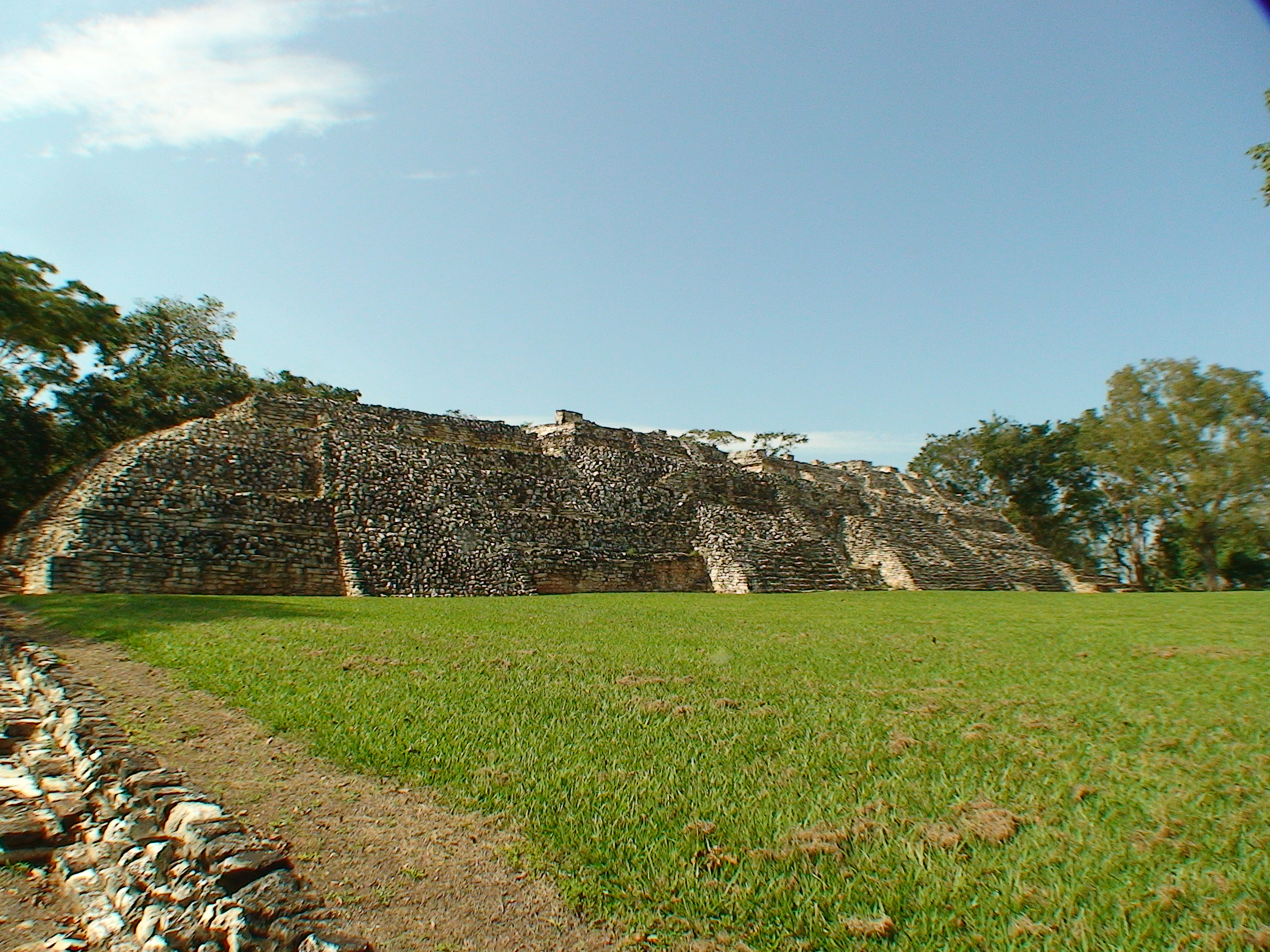
Fig. 1: Templos Pomona V, VI e VII no extremo oeste de uma praça quadrangular.

Pomona é um sítio arqueológico maia no estado mexicano de Tabasco, município de Tenosique, cerca de 30 milhas (50 km) a leste de Palenque. Sua floração ocorreu no período Clássico Tardio.

## Site
Pomona é um assentamento disperso construído em uma região montanhosa fértil e pertencente aos sítios do rio Usumacinta. Foi descoberto em 1959 e foi investigado, ainda que muito parcialmente, entre 1986 e 1988. É constituído por um total de seis complexos arqueológicos, dos quais apenas o mais a norte, uma praça quadrangular com 13 edifícios, foi explorado.

## História

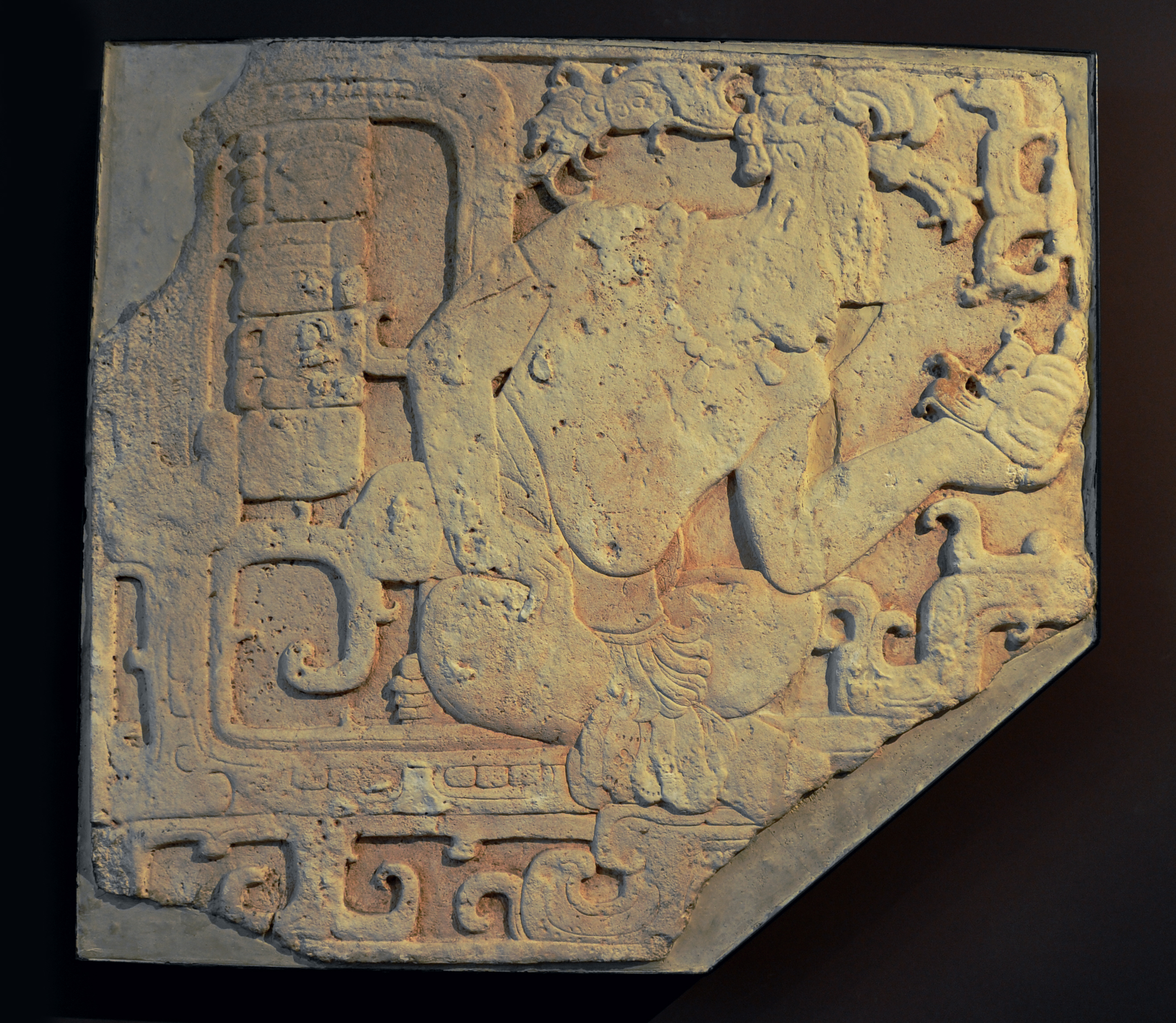
Fig. 2: Painel em relevo de Pomona, Rietberg Museum, Zurique

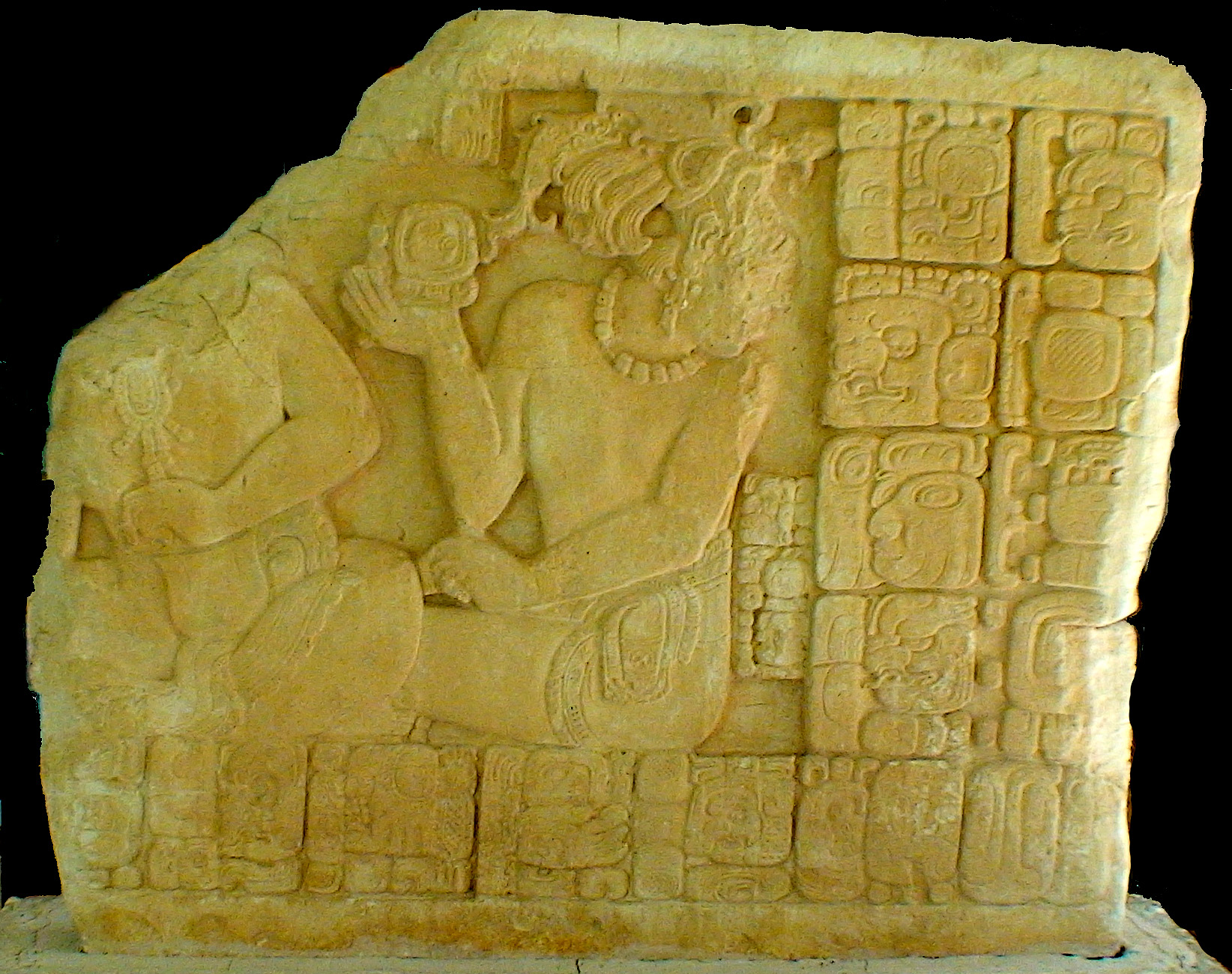
Fig. 3: Painel em relevo Pomona 1, Museo del sitio de Pomona, Tabasco

Existem textos em Pomona referindo-se a datas anteriores a 297 EC, mas pouco mais se sabe sobre esse período. Em 659 EC, Palenque capturou seis senhores em batalha. Dizia-se que um era de Pipa', localidade associada ao sítio de Pomona. Diz-se que outro senhor de Pipa morreu em 663. Um rei de Pomona subiu ao trono sob a supervisão de K'inich Kan Bahlam III de Palenque em 751 EC. Em março de 792 EC, Piedras Negras atacou Pomona e fez prisioneiros (representado na estela 12 de Piedras Negras); o mesmo aconteceu dois anos depois. O rei derrotado em Pomona foi nomeado Kuch 'Balam.

## Legado artístico
Pomona é conhecida pela delicadeza e beleza de suas esculturas em relevo, que apresentam semelhanças com as de Jonuta e Palenque. O painel 1 (Fig. 3) mostra dois dos originalmente quatro jovens príncipes usando os atributos aquáticos dos Bacabs e segurando os dias do portador do ano em suas mãos.